# Vụ tấn công Aden năm 2020
Vào ngày 30 tháng 12 năm 2020, một máy bay chở quan chức chính phủ Yemen vừa mới thành lập đã hạ cánh xuống Sân bay Quốc tế Aden ở phía tây nam của Yemen. Khi các hành khách bước xuống thì các vụ nổ bom và bắn giết bằng súng đã xảy ra, khiến 25 người chết và 110 người khác bị thương.

## Bối cảnh
Để đối phó với cuộc đấu đá nội bộ giữa chính phủ Yemen và Hội đồng chuyển tiếp miền Nam ly khai, một nội các mới đã được thành lập với sự hậu thuẫn của nước láng giềng Ả Rập Xê Út. Việc thành lập chính phủ thống nhất mới, bao gồm số lượng đại biểu bằng nhau từ khu vực phía bắc và khu vực phía nam của Yemen, đây là kết quả của hơn một năm đàm phán căng thẳng do Ả Rập Xê Út làm trung gian nhằm mục đích chấm dứt cuộc nội chiến, để hai bên cùng hợp lực chống lại phiến quân Houthi trong cuộc nội chiến đang diễn ra.
Mặc dù chính phủ Yemen tuyên bố đặt trụ sở tại thủ đô tạm thời Aden sau khi phiến quân Houthi giành quyền kiểm soát thủ đô Sanaa, các hoạt động gần đây của họ được tiến hành trong khi họ đang lưu vong ở Ả Rập Xê Út, vì Hội đồng chuyển tiếp miền Nam đã chiếm giữ Aden trước đó một năm khiến chính phủ phải bỏ chạy.
Sau khi nội các mới gồm 24 thành viên được công bố vào đầu tháng 12, chính phủ đoàn kết mới do Thủ tướng Saeed lãnh đạo đã được Tổng thống Hadi tuyên thệ nhậm chức vào ngày 26 tháng 12 năm 2020 tại thủ đô Riyadh của Ả Rập Xê Út.
Chính phủ mới được thành lập đã được quốc tế công nhận, họ đã lên kế hoạch phát sóng truyền hình việc họ trở về Yemen, báo hiệu cho người dân rằng những lo lắng của nhân dân sẽ được giải quyết. Sự kiện này cũng đánh dấu kết quả thành công của các cuộc đàm phán kéo dài.

## Cuộc tấn công
Vào ngày 30 tháng 12 năm 2020, một máy bay Yemenia đã bay từ Ả Rập Xê Út đến thành phố cảng Aden ở tây nam Yemen, chở theo các thành viên của chính phủ Yemen mới thành lập, trong đó có thủ tướng, cũng như đại sứ Ả Rập Xê Út tại Yemen.. Hội trường sân bay chật cứng các quan chức địa phương cũng như dân thường với niềm hân hoan chào đón các thành viên của nội các mới. Hàng trăm người đã tập trung trên đường băng bên ngoài.
Khi các hành khách bước xuống máy bay thì có những tiếng nổ lớn. Một nguồn tin an ninh địa phương đã báo cáo rằng "ba quả đạn cối đã rơi xuống hội trường sân bay", trong khi Bộ trưởng Truyền thông Yemen Naguib al-Awg, người nằm trong số những hành khách bay đến thì cho rằng đó là các cuộc tấn công bằng máy bay không người lái, và một người phát ngôn của Chủ tịch Hội đồng Chuyển tiếp miền Nam tin rằng chúng là tên lửa. The Telegraph đã đưa tin rằng phân tích cảnh quay vụ nổ cho thấy một vụ nổ xảy ra ở phía bắc của nhà ga sân bay và vụ nổ thứ hai xảy ra khoảng 30 giây sau đó cách chừng khoảng 20 mét (70 ft). Một trong những người bị thương kể lại rằng một "tên lửa đã bắn trúng cổng nhà ga" khi anh ta đang ở cách đó vài mét.
Các vụ nổ khiến đám đông hàng trăm người tranh nhau tìm chỗ ẩn nấp, các bộ trưởng tháo chạy trở lại vào trong máy bay hoặc chạy xuống cầu thang để tìm nơi trú ẩn. Có nguồn tin nói rằng sau đó có tiếng súng nổ ra từ các xe bọc thép. Các thi thể nằm la liệt trên đường băng và các điểm khác tại sân bay đã được nhìn thấy sau vụ tấn công sau khi những đám khói đen và trắng dày đặc tỏa ra từ nhà ga sân bay.
Ít nhất 25 người thiệt mạng và 110 người khác bị thương, trong đó theo một nguồn tin thì có ít nhất 33 người bị thương nặng đến mức phải phẫu thuật lớn. Số thương vong cũng bao gồm các nhân viên cứu trợ cũng như các quan chức chính phủ. Ba thành viên của Ủy ban Chữ thập đỏ Quốc tế đã thiệt mạng, bao gồm hai người Yemen và một người Rwanda; ba người khác bị thương, trong đó một người bị thương nặng. Các quan chức cũng cho biết một thứ trưởng Bộ Công chính đã thiệt mạng, đồng thời có thông tin cho biết một thứ trưởng Bộ Thanh niên và thể thao cũng như thứ trưởng Bộ Giao thông vận tải nằm trong số những người bị thương. Trong số những người thiệt mạng có một phóng viên của Belqees, một kênh tin tức truyền hình ở Yemen, người phóng viên này đang tường thuật trực tiếp từ sân bay thì kết nối của anh ta bị ngắt. Bộ trưởng thông tin Yemen Moammer al-Iryani cũng cho biết ít nhất mười nhà báo khác bị thương.
Hầu hết thương vong được báo cáo là thường dân và nhân viên sân bay, The Times đưa tin rằng tất cả thương vong đều xảy ra trong nhà ga. Tuy nhiên, tất cả hành khách trên máy bay vẫn bình an vô sự. Các thành viên nội các cũng như đại sứ Ả Rập Xê Út nhanh chóng được đưa đến Cung điện Mashiq, phủ tổng thống ở Aden, để đảm bảo an toàn.
Một tiếng nổ khác đã được nghe thấy khoảng 4 giờ sau đó xung quanh Cung điện Mashiq. Không có thương vong do vụ nổ sau được báo cáo. Kênh tin tức Al Arabiya của Ả Rập Xê Út đưa tin rằng một "máy bay không người lái chứa đầy chất nổ" đã bị chặn đứng và được phá hủy gần đó.

## Hậu quả
Bộ trưởng Bộ Ngoại giao Yemen là Ahmad Awad bin Mubarak ban đầu đổ lỗi cho phiến quân Houthis về vụ tấn công, đồng thời tuyên bố rằng 4 tên lửa đạn đạo đã được bắn vào sân bay, nhưng họ chỉ tuyên bố mà không cung cấp bằng chứng và lực lượng phiến quân đã phủ nhận trách nhiệm. Hội đồng Chuyển tiếp phía Nam cũng đổ lỗi cho phiến quân Houthis, cũng như đổ lỗi cho Qatar và Thổ Nhĩ Kỳ. Các quan chức các nước phương Tây tuyên bố rằng nhiều khả năng đó là hành động của phiến quân Houthi, nhưng không loại trừ al-Qaeda ở bán đảo Ả Rập (AQAP) hoặc các phe ly khai miền Nam bất mãn. Tổng thống Hadi đã chỉ đạo quân đội điều tra vụ tấn công.
Bộ trưởng Bộ Truyền thông Naguib al-Awg khẳng định rằng chiếc máy bay là mục tiêu ban đầu của các cuộc tấn công, vì máy bay đã hạ cánh muộn hơn so với kế hoạch bay trước đó.
Một liên minh do Ả Rập Xê-út dẫn đầu đã tiến hành các cuộc không kích vào Sanaa, thủ đô do phiến quân Houthi đóng giữ, dường như để trả đũa cho các cuộc tấn công ngày hôm trước mà họ đã đổ lỗi cho Houthis. Các đội máy bay chiến đấu đã thực hiện các cuộc tấn công trong nhiều giờ, tấn công sân bay quốc tế Sanaa cũng như các khu vực khác của thành phố. Al Jazeera xác nhận rằng đã có hơn 8 cuộc không kích, trong khi kênh truyền hình al-Masirah đang bị kiểm soát bởi phiến quân Houthi đưa tin 15 địa điểm khác nhau trong thành phố và các khu vực lân cận đã bị tấn công, bao gồm các địa điểm ở Sanhan và quận Bani Hashish. Không có báo cáo thương vong.
Đến buổi sáng, các trạm kiểm soát quân sự đã được thiết lập khắp Aden và các đường phố đã được lực lượng an ninh kiểm soát.

## Phản ứng
Theo báo cáo của đặc phái viên về Yemen Martin Griffiths thì Tổng Thư ký Liên Hợp Quốc António Guterres "lên án vụ tấn công đáng trách" vào sân bay và gửi lời chia buồn tới gia đình các nạn nhân cũng như chính phủ và người dân Yemen.
Người phát ngôn của Bộ Ngoại giao Iran đã lên án vụ tấn công ở Aden, ông đổ lỗi cho liên quân do Ả Rập Xê Út dẫn đầu, đồng thời kêu gọi đối thoại thay vì bạo lực.
Một số quốc gia Ả Rập và phương Tây, bao gồm Ai Cập, Jordan, Thổ Nhĩ Kỳ, Vương quốc Anh và Hoa Kỳ đều lên án vụ tấn công sân bay này.